# Envaatnags Eflos Solf Esgantaavne
 (février 2023).
Si vous disposez d'ouvrages ou d'articles de référence ou si vous connaissez des sites web de qualité traitant du thème abordé ici, merci de compléter l'article en donnant les références utiles à sa vérifiabilité et en les liant à la section « Notes et références ».
Albums de Horna
Sudentaival
(2001) Ääniä Yössä
(2006)
Envaatnags Eflos Solf Esgantaavne est le quatrième album studio du groupe de black metal finlandais Horna. Il est sorti en 2005 sous le label Woodcut Records.
C'est le premier album du groupe sans le chanteur Nazgul von Armageddon. Le vocaliste Corvus l'a remplacé dans son rôle de chanteur dans Horna.

## Liste des morceaux
Les huit pistes de cet album sont :
1. Vihan Tie - 7:26
2. Musta Temppeli - 8:09
3. Vala Pedolle - 8:29
4. Kirous Ja Malja - 4:24
5. Saastainen Kaste - 4:28
6. Kuoleva Lupaus - 7:34
7. Zythifer - 3:37
8. Kuilunhenki - 4:49